# Йонатан Буркардт
Йонатан Міхаель Буркардт (нім. Jonathan Michael Burkardt, нар. 11 липня 2000, Дармштадт) — німецький футболіст, нападник клубу «Майнц 05».

## Клубна кар'єра
Тренувався в молодіжній академії клубу «Дармштадт 98» з рідного міста. У 2014 році став гравцем академії клубу «Майнц 05». У червні 2018 року підписав професійний контракт з клубом до 2020 року.
15 вересня 2018 року дебютував в основному складі «Майнца» в матчі німецької Бундесліги проти «Аугсбурга» . У листопаді 2018 року продовжив контракт з «Майнцом» до 2022 року. 17 липня 2020 року забив свій перший гол за «Майнц» в матчі Бундесліги проти дортмундської «Боруссії».

## Кар'єра в збірній
Виступав за юнацькі збірні Німеччини різних вікових категорій.
Згодом з молодіжною збірною Німеччини поїхав на молодіжний чемпіонат Європи 2021 року в Угорщині та Словенії, де в матчі чвертьфіналу проти Данії (2:2), відзначився голом, а потім не забив свій післяматчевий пенальті, втім його команда виграла ту серію 6:5 і пройшла до наступного раунду. Загалом на тому турнірі Джонатан зіграв у всіх шести іграх і здобув з командою золоті нагороди.

## Досягнення
- Чемпіон Європи (U-21): 2021